# Savusensaari
Savusensaari är en ö i Finland. Den ligger i sjön Juupajärvi och i kommunen Seinäjoki i den ekonomiska regionen  Seinäjoki och landskapet Södra Österbotten, i den sydvästra delen av landet, 270 km norr om huvudstaden Helsingfors. Öns area är 0,3 hektar och dess största längd är 100 meter i nord-sydlig riktning.